# София фон Хесен-Касел
София фон Хесен-Касел (на немски: Sophie von Hessen-Kassel; * 12 септември 1615 в Касел; † 22 ноември 1670 в Бюкебург) е ландграфиня от Хесен-Касел и чрез женитба графиня на Шаумбург-Липе (1644 – 1670). 
Тя е дъщеря на ландграф Мориц фон Хесен-Касел (1572 – 1632) и втората му съпруга графиня Юлиана фон Насау-Диленбург (1587 – 1643), дъщеря на граф Йохан VII фон Насау-Зиген и Магдалена фон Валдек.

## Фамилия
София се омъжва на 12 октомври 1644 г. в Щадтхаген за граф Филип I фон Шаумбург-Липе-Алвердисен (1601 – 1681).
Те имат децата:
- Елизабет (*/† 1646)
- Елеонора София (* 1648; † 1671), неомъжена
- Йохана Доротея (* 1649; † 1697)

∞ 1664 граф Йохан Адолф фон Бентхайм-Текленбург (1637 – 1704)
- Хедвиг Луиза (* 1650; † 1731)

∞ 1676 херцог Август фон Шлезвиг-Холщайн-Зондербург-Бек (1652 – 1689)
- Вилхелм Бернхард (*/† 1651)
- Елизабет Филипина (* 1652; † 1703)

∞ 1680 граф Филип Кристоф фон Бройнер († 5 април 1708)
- Шарлота Юлиана (* 1654; † 1684)

∞ 1676 граф Ханс Хайнрих фон Куефщайн (1643 – 1687)
- Фридрих Христиан (* 1655; † 1728), граф на Шаумбург-Липе

∞ 1691 (развод 1725) графиня Йохана София фон Хоенлое-Лангенбург (1673 –1743), дъщеря на граф Хайнрих Фридрих
∞ 1725 Мария Анна Виктория фон Гал (1707 – 1760)
- Карл Херман (* 1656; † 1657)
- Филип Ернст (* 1659; † 1723), граф на Липе-Алвердисен

∞ 1686 принцеса Доротея Амалия фон Шлезвиг-Холщайн-Зондербург-Бек (1656 – 1739), дъщеря на херцог Август Филип